# ویرانی (فیلم ۲۰۱۵)
ویرانی (انگلیسی: Demolition) فیلمی آمریکایی به کارگردانی ژان-مارک ولی است که در سال ۲۰۱۵ منتشر شد.

## موضوع فیلم
یک کارمند بانک سرمایه‌گذاری (با بازی جیک جیلنهال) با پیامدهای مرگ همسرش در یک تصادف رانندگی دست و پنجه نرم می‌کند.